# Jerry Pollastrone
Jerry Pollastrone (Revere, 10 marzo 1986) è un hockeista su ghiaccio statunitense che milita come attaccante nei Vienna Capitals, squadra della EBEL.

## Carriera
Pollastrone nacque negli Stati Uniti da una famiglia di origini irpine.
Dopo l'esperienza universitaria in NCAA con l'Università del New Hampshire, giocò per tre stagioni (2009-2012) in ECHL (Las Vegas Wranglers e South Carolina Stingrays), raccogliendo anche presenze in CHL con la maglia dei Bloomington Blaze.
Dal 2012 si trasferì in Europa, dapprima nei Paesi Bassi coi Friesland Flyers (2012-2013), poi in Gran Bretagna coi Dundee Stars (fino a febbraio 2014), quindi nella seconda lega svedese, dove per una stagione e mezza vestì la maglia del Mora.
Nell'agosto del 2015 firmò un contratto annuale con l'Hockey Club Bolzano, squadra militante nel campionato sovranazionale EBEL. Dopo una stagione cambiò squadra sempre all'interno della EBEL firmando per i Vienna Capitals.